# Frank Heilgers
Frank Frederick Alexander Heilgers, né le 25 juin 1892 et mort le 16 janvier 1944, est un agriculteur et homme politique britannique.

## Biographie
Éduqué à Harrow School, il obtient ensuite un diplôme de licence en humanités du Magdalen College de l'université d'Oxford. Il participe à la Première Guerre mondiale, soldat dans le régiment Royal Artillery, où il atteint le grade de capitaine. En 1920 il achète Wyken Hall, ferme « dans un lieu reculé » du comté du Suffolk ; la maison sur cette propriété date de la fin du XVIe siècle. Il explique à ses proches avoir rêvé dans les tranchées de la Grande Guerre de devenir propriétaire d'une ferme. Il exploitera ces terres durant les vingt-cinq années qui suivent, bien que cet investissement lui coûtera toujours davantage qu'il ne lui rapporte,,,.
Membre du Parti conservateur, et membre du conseil du comté du Suffolk-Occidental, il est choisi par le parti comme candidat dans la circonscription de Bury St Edmunds, circonscription rurale de ce comté, pour les élections législatives de 1931. Le conservateur Walter Guinness l'avait représentée dans huit parlements successifs, pendant vingt-quatre ans, la conservant avec de larges majorités face aux candidats libéraux et (en 1929) travailliste. Libéraux et travaillistes ne présentent pas même de candidat en 1931 dans cette circonscription acquise aux conservateurs, et Frank Heilgers est ainsi déclaré élu sans qu'il n'y ait de vote. Il en va de même aux élections de 1935,,.
Presque toutes ses premières interventions à la Chambre des communes, en 1931 et 1932, sont des demandes faites au gouvernement de restreindre ou réguler l'importation de divers produits agricoles faisant concurrence aux produits des agriculteurs britanniques. Il prononce son premier véritable discours en mars 1932, pour exprimer son soutien au projet de loi du gouvernement du Premier ministre conservateur Stanley Baldwin de garantir un pris de vente du blé britannique à l'intérieur du pays, afin d'assurer un meilleur revenu aux agriculteurs. En 1935, après sa réélection, il est nommé secrétaire parlementaire privé auprès du ministre de l'Agriculture, Walter Elliot. En 1937 il devient secrétaire parlementaire privé de Herwald Ramsbotham, le ministre des Retraites, et ce jusqu'en 1940. En 1939 il joue un rôle important dans l'adoption par le Parlement de la loi Riding Establishments (Regulation and Inspection) Act, qui vise à protéger de maltraitance les chevaux dans les écoles d'équitation. La Société royale pour la prévention de la cruauté envers les animaux lui remet, en reconnaissance, une médaille d'argent,.
Toujours officier de la Royal Artillery, il est promu major durant la Seconde Guerre mondiale, mais ne participe pas directement au conflit. Le 16 janvier 1944, se rendant à Londres depuis sa circonscription du Suffolk, il est tué dans un accident de train dans la gare de la ville d'Ilford, lorsque l'arrière du train en provenance de Yarmouth à bord duquel il se trouve est percuté dans le brouillard par un train en provenance de Norwich. Il est inhumé dans le cimetière du village de Bardwell, dans le Suffolk. Étant formellement en service au moment de son décès, Frank Heilgers est l'un des cinquante-six parlementaires britanniques morts à la Seconde Guerre mondiale et commémorés par un vitrail au palais de Westminster,,.